# Белая Вежа (посёлок)
Белая Вежа — посёлок в Красногвардейском районе Белгородской области России. Входит в состав Стрелецкого сельского поселения.

## География
Посёлок расположен в лесостепной зоне, на правом берегу реки Тихая Сосна. Находится в 7 километрах к северо-востоку от райцентра Бирюча.

## История
В 2004 году в близи села Малобыково был создан научно-образовательный центр «Бирюч». К 2020 году он представлял собой компактный микрорайон, где в котором располагались жилые дома, таунхаусы, многоквартирный дом, детский сад, частная школа и сам научно-исследовательский центр. В НИЦ работало около 600 человек. В 2022 году правительством Белгородской области было предложено образовать новый населённый пункт на базе НИЦ с присвоением ему названия Белая Вежа.
Распоряжением правительства РФ от 17 мая 2022 г. № 1207-р в новь образованному поселку в Красногвардейском районе Белгородской области было присвоено название Белая Вежа.